# باش برات
باش‌ برات هي قرية في مقاطعة تكاب، إيران. يقدر عدد سكانها بـ 328 نسمة بحسب إحصاء 2016.